# Агордо
А́гордо (итал. Agordo) — город и коммуна в Италии, располагается в провинции Беллуно области Венето.
Население составляет 4257 человек (на 2007 г.), плотность населения составляет 179,84 чел./км². Занимает площадь 23,67 км². Почтовый индекс — 32021. Телефонный код — 0437.
Покровителями города почитаются свв. апостолы Петр и Павел Тарсийский. Праздник города ежегодно празднуется 29 июня.

## Города-побратимы
- Дзульяно, Италия
- Доломьё, Франция